# 普拉斯蒂奇
普拉斯蒂奇是一艘環保帆船，由12,500個塑膠樽捆綁在一起，再用腰果和蔗糖提煉而成的新式膠漿黏牢，船身長60呎，重12噸，船上配置了多項可再生能源設施，包括太陽能發電裝置、風力發電裝置、腳踏發電機等。船上共有6名成員，包括發起人羅思柴爾德。普拉斯蒂奇於2010年3月20日在三藩市啟航，其後會穿過太平洋，途經夏威夷、中途島、斐濟群島等，並於2010年7月26日澳洲時間上午11時10分抵達澳洲的悉尼港。